# 真田幸貫
真田 幸貫（さなだ ゆきつら）は、江戸時代後期の大名、老中。兄に松平定永がいる。信濃松代藩の第8代藩主。徳川吉宗の曾孫に当たる。老中として天保の改革の一翼を担ったほか、藩政改革にも多くの成果を上げた。江戸時代後期における名君の一人として評価されている。贈従三位（1912年）。

## 生涯
寛政3年（1791年）9月2日、老中首座として寛政の改革を主導した松平定信の長男として白河藩の江戸藩邸で生まれる。ただし、側室の子であったこともあり、幼名を次郎丸と名付けられて、公的には次男とされた。定信の正室の子（松平定永）がわずか11日後に生まれており、こちらは太郎丸と名付けられて長子・嫡男と扱われた。
文化12年（1815年）、松代藩7代藩主・真田幸専の養嗣子となった。翌文化13年（1816年）には真田幸善と名乗り、先々代の幸弘の娘が遠州浜松藩主・井上正甫に嫁いで生んだ雅姫を正室とした。
文政6年（1823年）の幸専の隠居により家督を継ぎ、藩政を担当する。天保の改革が始まると水野忠邦によって外様席から譜代席に移され、老中に抜擢されて改革の一翼を担った。藩政においても佐久間象山をはじめとする有能な人材を多く登用して洋学の研究に当たらせ、幕末における人材の育成を行った。また殖産興業、産業開発、文武奨励などにも努め、藩校としては文武学校開設の基礎を築いている。文武学校では兵法書や万川集海など忍術書を、剣術の師である窪田清音の協力を得て集めたと言われる。鉄砲に強い関心を持ち、近臣に命じて、星山流、中島流、求玄流、外記流、実用流の伝統砲術、西洋砲術を学ばせ各流の長所を集めた真田家流と称される砲術の一派を確立した。 1832年（天保3年）には産物会所を設置した（明治2年に松代商法社に改める）。また文人としても優れ、画や和歌に秀逸は作品を数多く残した。しかし晩年には、藩政改革の路線を巡る対立から重臣達による内紛を招き、これが幕末まで尾を引いた。
弘化4年（1847年）3月24日には善光寺地震が発生し、松代藩領内でも大きな被害が生じた。幸貫が御用番牧野忠雅に宛てた報告書や、月番家老河原綱徳の手記『むしくら日記』は被害状況を知る上で貴重な記録となっている。
江戸在府中には、府内をお忍びで歩くことを好んだという。真田家への養子入りの話が出た折には浪人姿になって松代藩の隅々を見聞して回ったともいうが、こちらは伝説の域を出ない。
幸貫は正室・雅姫との間に4男5女を儲けたが、いずれも夭折・早世した。そこで真田家の血筋を求め、幸専の妹が肥前島原藩主・松平忠馮に嫁いで生んだ十男・幸忠を養嗣子に迎えたが、これも数え15歳で早世する。幸貫には実子として幸良がいたが、真田家に養子入りする前年に生まれたため、幕府には実父・定信の末子と届け出ていた。結局この実子を養嗣子として迎え入れたが、数え30歳で先立たれたため、その庶長子である幸教が嫡子（幸貫にとっては嫡孫）となった。嘉永5年（1852年）5月6日、幸貫は隠居して孫の幸教に家督を譲ると、6月8日に62歳で死去した。
窪田清音に刀工の源清麿を弟子入り斡旋したのは幸貫である。

## 年譜
- 寛政3年（1791年）　誕生。
- 文政6年（1823年）　松代藩を相続、帝鑑間詰。
- 天保12年（1841年）　任老中。
- 弘化元年（1844年）　免老中。
- 嘉永5年（1852年）　隠居。死去、62歳。

## 官歴
- 文化13年（1816年）　従五位下豊後守
- 文政6年（1823年）　伊豆守
- 天保8年（1837年）　信濃守
- 天保12年（1841年）　従四位下侍従

## 系譜
父母
- 松平定信（実父）
- 貞順院、中井氏 ー 側室（実母）
- 真田幸専（養父）

正室
- 真月院、雅姫 ー 真田幸専の養女、井上正甫の娘

側室
- 喜瀬 ー 慎操院
- 寿嘉 ー 清操院
- 佐野氏

子女
- 真田幸良（長男）生母は佐野氏（側室）
- 宝琳院 ー 朽木綱條継室

養子
- 真田幸忠 ー 松平忠馮の十男
- 真田幸教 ー 長男幸良の長男（孫）